# 합천 월광사지 동·서 삼층석탑
합천 월광사지 동·서 삼층석탑(陜川 月光寺址 東·西 三層石塔)은 대한민국 경상남도 합천군 월광사지에 있는, 남북국 시대 신라의 삼층석탑이다. 1963년 1월 21일 대한민국의 보물 제129호로 지정되었다.

## 개요
월광사터에 동서로 세워진 쌍탑으로, 모두 2층 기단(基壇)위에 3층 탑신(塔身)을 올린 일반적인 모습이다. 높이 5.5m, 재료는 화강석이다.
기단은 아래·윗층 모두 각 면의 모서리와 가운데에 기둥모양의 조각을 두었다. 탑신의 각 몸돌에도 모서리마다 기둥조각을 두었으며, 지붕돌은 밑면의 받침이 5단씩이다.
전체적으로 볼 때 두 탑이 거의 비슷하지만, 동탑은 전체의 규모에 비해 기단부의 구성에서 다소 많은 돌을 사용하였고, 서탑은 쓰러져 부서진 것을 최근에 세워 파손된 흔적이 보인다. 또한 기단 각 면의 가운데에도 기둥모양을 본떠 새겨놓았는데 서탑은 2개이고, 동탑은 1개이다.
통일신라의 탑이긴 하나, 서로 모습이 비슷하면서도 각 부분의 구성방법이나 양식이 약간 다른 점을 보이고 있어, 만들어진 연대가 조금 차이가 나고 있음을 추측하게 한다.

## 같이 보기
- 합천 월광사지

## 참고 자료
- 합천 월광사지 동·서 삼층석탑 - 국가유산청 국가유산포털